# Леся Українка (портрет Труша)
«Портрет Лесі Українки» — прижиттєвий портрет української поетеси, написаний художником Іваном Трушем у 1900 році на замовлення Наукового товариства імені Тараса Шевченка (НТШ). Подальша історія з портретом призвела до розриву стосунків між письменницею і художником.

## Портретна галерея НТШ

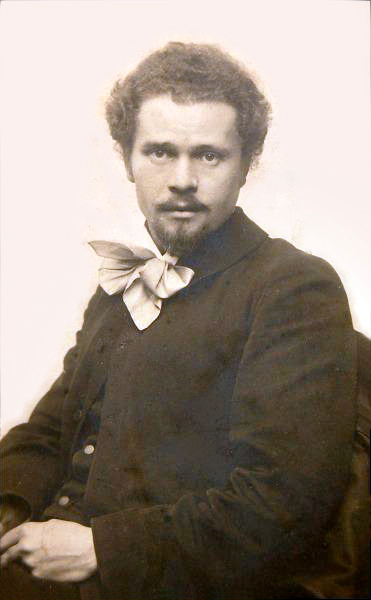
Іван Труш

Напередодні святкування трьох ювілеїв — 25-річчя заснування Наукового товариства імені Шевченка, 100-річчя виходу в світ «Енеїди» Івана Котляревського та 25-річчя літературної діяльності Івана Франка — виникла ідея створити галерею з портретів фундаторів НТШ і видатних українських діячів. 1898 року проєкт ініціював очільник НТШ Михайло Грушевський. Реалізувати задум Іван Франко запропоновував своєму приятелеві Іванові Трушу. Якраз сам художник за рік до того звернувся до голови НТШ Грушевського з проханням надати фінансову допомогу для закінчення навчання в Краківській школі образотворчих мистецтв. Натомість обіцяв виконати будь-яке замовлення НТШ.
1898 року художник розпочав роботу над першою серією портретів.
1899 року НТШ відрядило Труша до центральної України з дорученням написати портрети наддніпрянських діячів, зокрема Володимира Антоновича, Павла Житецького, Олександра Кониського, Миколи Лисенка, Івана Нечуя-Левицького, а також Лесі Українки, яка тоді жила в Києві. Над картинами художник працював з 22 лютого до 8 листопада 1900 року. Весь цей час за ним стежили російські жандарми. Про перебування Труша начальник Київського губернського жандармського управління генерал-майор Новицький підготував спеціальне донесення, яке відправив до Петербурга.

## Написання портрета

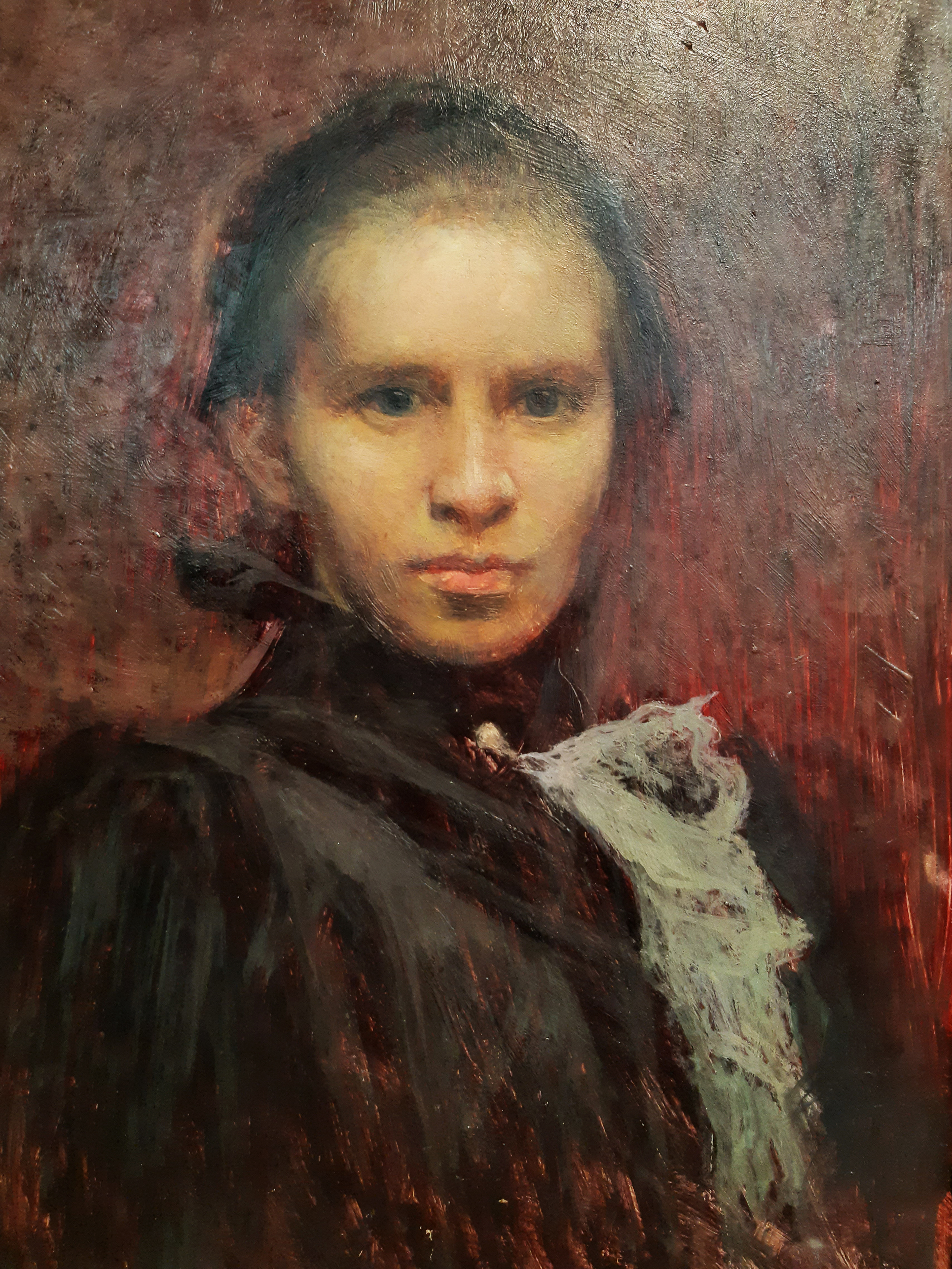
Іван Труш. Портрет Лесі Українки (репліка)

Іван Труш малював у щойно збудованому Музеї старожитностей і мистецтв (Національному художньому музеї України) під час ремонтних робіт, які весь час йому заважали. У холодному приміщенні художник написав і портрет Лесі Українки, про що вона 1 квітня 1900 року сповістила свою сестру Ольгу Косач. Поетеса нарікала, що дорога з Латинського кварталу, де вона мешкала, до музею і позування забирало в неї багато часу.
Іван Труш створив також репліку портрета.

## Розрив стосунків

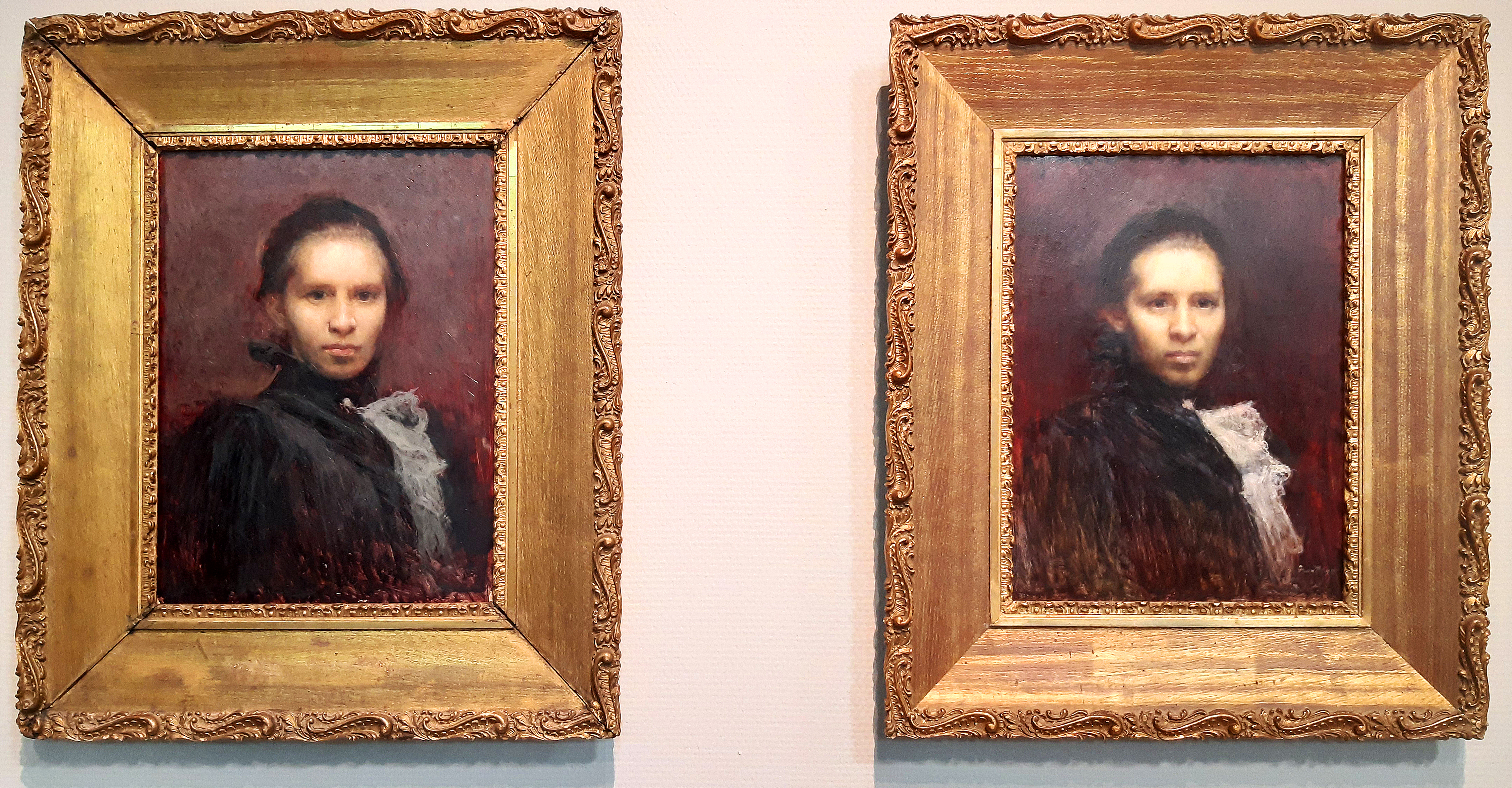
Портрети, виставлені у рамках мистецького проєкту «Леся Українка: 150 імен» в Українському домі (2021)

Завершивши портретну серію, художник виставив її на своїй персональній виставці у Львові. Однак після виставки він не передав портрет Лесі Українки до НТШ, а продав польському графові Леонові Пінінському. Це обурило Лесю Українку, яка у листі до Труша написала: «Я здивувалась, не побачивши мого портрета в Товаристві… Ви мені не сказали, що продали оригінал, а не копію, і я була певна, що я принаймні не тільки для самого Пінінського позувала, наражаючи своє здоров'я». Труш запевнив, що поверне портрет до НТШ, але натомість віддав товариству копію.
Розрив із Трушем призвів і до припинення стосунків із Радою (Аріадною) Драгомановою, кузиною і близькою подругою Лесі Українки. У рік написання картини Рада познайомилася з художником, якого до родинного маєтку Драгоманових в Гадячі запросила мати Лесі Олена Пчілка. А 1904 року Аріадна й Іван обвінчалися у Києві.

## Портрети Лесі Українки
З-поміж прижиттєвих портретів Лесі Українки відомі твори Івана Труша і Фотія Красицького (1904), для яких поетеса сама позувала. Митці зобразили інтелектуалку із суворим образом обличчя, зосередженим поглядом, високим лобом, міцно стиснутими вустами й аскетичною зачіскою. Подібні портрети характерні для зображень стриманої елегантності жінки доби «фендесьєкль» (fin de siècle).
Оригінал Труша залишався в приватній колекції до 1940 року. Після окупації Західної України Радянським Союзом зібрання картин Пінінського націоналізували і передали до львівського музею.
Достеменно невідомо, який саме твір є оригіналом. Висловлюють припущення, що все ж таки оригінал зберігається в Національному музеї у Львові, а репліка з 1958 року — в Національному художньому музеї України в Києві. 26 лютого — 8 березня 2021 року обидва портрети виставили разом з нагоди 150-річчя від дня народження української поетеси в рамках мистецького проєкту «Леся Українка: 150 імен» в Українському домі (Київ).